# Urohendersoniella mastigospora
Urohendersoniella mastigospora är en svampart som beskrevs av Petr. 1955. Urohendersoniella mastigospora ingår i släktet Urohendersoniella, divisionen sporsäcksvampar och riket svampar.   Inga underarter finns listade i Catalogue of Life.